# گروه داتانگ تلکام
گروه داتانگ تلکام (انگلیسی: Datang Telecom Group) شرکت دولتی تجهیزات مخابراتی چینی است، که در سال ۱۹۵۷ تأسیس شد.